# Онишківці (Шепетівський район)
Они́шківці — село в Україні, у Грицівській селищній громаді Шепетівського району Хмельницької області. Населення становить 561 особу.

## Географія
Селом протікає річка Білка.

## Історія
У 1906 році село Грицівської волості Ізяславського повіту Волинської губернії. Відстань від повітового міста 31 верст, від волості 2. Дворів 153, мешканців 633.

## Відомі Люди
Гуменюк Сергій Олександрович (6.02.1993—15.05.2024) — український військовий, учасник російсько-української війни